# George Edward Moore
George Edward Moore (ur. 4 listopada 1873 w Londynie, zm. 24 października 1958 w Cambridge) – filozof brytyjski.
Był studentem, a następnie wykładowcą Trinity College na Uniwersytecie Cambridge.

## Rys historyczny
Moore był, wraz z Bertrandem Russellem, współtwórcą nurtu, który znany jest dzisiaj jako filozofia analityczna. U jego źródeł leżała niewątpliwie chęć sprzeciwienia się idealizmowi, reprezentowanemu w Wielkiej Brytanii przez neoheglistów Francisa Herberta Bradleya i Johna Ellisa McTaggarta. Moore jest autorem wyjątkowego w historii filozofii dowodu na istnienie świata fizycznego: uczynił to, pokazując dłoń.
Do jego najważniejszych pism zalicza się „The Refutation of Idealism” (Obalenie idealizmu). Moore próbuje zwalczać idealizm, atakując tezę Berkeleya esse est percipi (istnieć to być postrzeganym) oraz idealizm w stylu neoheglowskim. 
Do wielkich zalet tego filozofa można zaliczyć stosowanie rygoru umysłowego kładącego nacisk na jasność, ścisłość, precyzję myślenia i wywodu filozoficznego. Moore był jednym z tych filozofów, którzy chcieli i potrafili stosować środki zaradcze przeciwko brakom metodologicznym w myśleniu filozoficznym. 
Inna ważna praca Moore’a to Some Main Problems of Philosophy (wyd. pol. Z głównych zagadnień filozofii). Przez wiele lat był też Moore szefem najważniejszego z brytyjskich pism filozoficznych – Mind. Był również źródłem inspiracji dla filozofów takich jak: Ludwig Wittgenstein (w rozważaniach zawartych w On Certainty), czy też John Langshaw Austin (do historii przeszła jego krytyka Wittgensteina zakończona zdaniem (...) but Moore is MY man!)
Kolejnym wartym podkreślenia aspektem twórczości Moore’a są jego badania w dziedzinie etyki. Principia Ethica (pol. Zasady etyki), to dzieło do dziś będące źródłem inspiracji w tej dziedzinie (Alasdair MacIntyre).

## Poglądy filozoficzne

### Krytyka idealizmu
- Prawda i fałsz zależy od relacji między ideami a rzeczywistością.
- Termin idea nie oznacza stanów umysłu lecz ogólne znaczenia.
- Odrzuca teorię, że zdanie uznajemy za prawdziwe lub fałszywe na podstawie zgodności z rzeczywistością lub stanem rzeczy.
- Prawda to własność samego zdania i przysługuje mu na mocy relacji między występującymi w nim pojęciami.
- Pojęcia są jedynymi przedmiotami poznania, a zdania stwierdzają relacje między nimi.
- Pojęcia to obiektywne rzeczywistości.
- Jeśli zdanie składa się z pojęć identycznych z pojmowanymi rzeczami – to zdania są prawdziwe.

### Idee etyczne
- Etyka to ogół dokonań w sprawie dociekań, które rzeczy są dobre.
- Dobro jest pojęciem prostym i nie podlegającym analizie.
- Każda próba zdefiniowania dobra sprowadza go do innej własności (psychologicznej, socjologicznej, etc.). Etyka zatem nie może analizować cech dobra, może natomiast badać, jakim przedmiotom dobro przysługuje.
- Może w ten sposób dokonać podziałów na dobra względne lub bezwzględne.
- Podstawowym zadaniem etyki jest ustalić dobra pierwotne, na podstawie których można później ustalać dobra wtórne.
- Etykę należy rozumieć jako ogólną teorię wszelkich dóbr, nie zaś jako to, co się najczęściej działo.
- Najpierw stawia się pytania czym jest dobro? Jak należy je definiować? Czym jest dobro samo w sobie?
- Dopiero potem stawia się pytanie jakie rodzaje postępowania ludzkiego posiadają własność bycia dobrymi.
- Dobro nie jest naturalną jakością wewnętrzną i obiektywną.

### Błąd naturalistyczny
Moore sformułował problem błędu naturalistycznego, który do dzisiaj stanowi wyzwanie dla etyk naturalistycznych.
Tego błędu dopuszcza się każdy, kto utożsamia dobro z jakąś inną jakością lub rzeczą (na przykład przyjemnością, samopoznaniem, cnotą, miłością).
Wyjaśnienie alternatywne, na przykładzie sytuacji „dążenia do dobra”: gdy z wypowiedzenia faktu, że do czegoś dążymy, wnioskuje się o wypowiedzeniu wartościującym, że jest to warte dążenia. Jest to błąd, bowiem „z tego, że ktoś do czegoś dąży, wynika, że podlega ono dążeniu (co jest rzeczywiste, jest też możliwe), ale nie, że jest w a r t e dążenia” (cyt. za Friedo Ricken „Etyka Ogólna”, s. 200)

### Utylitaryzm etyczny
- Filozofia ma być zgodna z przekonaniami zdrowego rozsądku, ma analizować tylko pojęcia i nic więcej.
- Należy realizować te czyny, które wytworzą we wszechświecie największą możliwą ilość dobra.
- Moralnie obowiązują nas te działania, które, gdy je wykonamy, uczynią świat lepszym (liczy się ogół sum dobra).
- Człowiek intuicyjnie wyczuwa, co jest dobre.

### Analiza językowa
- Moore zakłada, że istnieją zdania zdroworozsądkowe, które są prawdziwe.
- Filozofia nie powinna nas informować o tym, że istnieją rzeczy materialne poza umysłem. Jej zadaniem jest analizować zdania, których prawdziwość lub fałszywość jest ustalana na podstawie argumentów innych niż filozoficzne.
- Analiza zdań to analiza pojęciowa, która wyjaśnia znaczenie pojęć, nie polegając na wykładaniu innymi słowami tego, co już zostało powiedziane.
- Analiza i filozofia nie są tym samym.
- Nie ma dogmatu co do granic filozofii.
- Nie wszystkie pojęcia podają się analizie.

## Prace dostępne w internecie
- G. E. Moore, "The Nature of Judgment" (1899)
- G. E. Moore, Principia Ethica (1903);
- G. E. Moore, Review of Franz Brentano's The Origin of the Knowledge of Right and Wrong (1903)
- G. E. Moore, The Refutation of Idealism (1903)
- G. E. Moore, Ethics (1912)